# Klášter Teplá
Klášter a opatství Teplá přesněji kanonie premonstrátů v Teplé je klášter premonstrátů kanovníků v Teplé u Mariánských Lázní založený v roce 1193. Patří k nejvýznamnějším klášterům v zemi. Areál sestává z klášterního kostela Zvěstování Panny Marie, budov konventu, prelatury, někdejší klášterní nemocnice, lékárny, sýpky, hospodářských budov a dvora. Od roku 2008 je národní kulturní památkou. Současným, v pořadí 53., opatem kláštera je od roku 2011 Filip Zdeněk z Lobkovic.

## Poloha
Osada Teplá s premonstrátským opatstvím se nachází na levém břehu říčky Teplé v Tepelské vrchovině 1,5 km jižně od Teplé, 12 km východně od Mariánských Lázní, 12 km jihozápadně od Toužimi, 14 km severovýchodně od Plané a 9 km severozápadně od Bezdružic. Dopravní spojení zabezpečuje silnice II/210.

## Historie

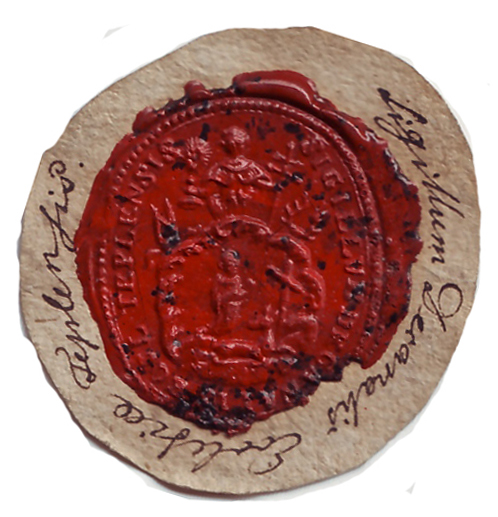
Oficiální pečeť děkana premonstrátského Kláštera Teplá; ~1690

### Založení kláštera
Premonstrátský klášter Teplá založil u osady Teplá blahoslavený Hroznata z Ovence, podle tradice roku 1193. Tento český šlechtic a dvořan na panovnickém dvoře se po smrti manželky a jediného syna rozhodl zasvětit svůj život Bohu a roku 1188 připojil se ke třetí křížové výpravě do Svaté země (pravděpodobně k dílčímu tažení Leopolda Rakouského), ovšem po příjezdu k moři se zalekl cestování a požádal papeže Celestýna III., aby ho slibu účasti zprostil. Papež mu v dubnu 1191 udělil dispens, ovšem s podmínkou, že na svých statcích založí klášter, což Hroznata posléze splnil. Protože premonstráti patřili mezi tzv. kolonizační řády a jejich předpisy vyžadovaly rozjímavý způsob života v určité vzdálenosti od osídlených míst, bylo pro založení kláštera vybráno místo na chebské zemské stezce, které bylo od osady Teplá asi 2 km vzdálené. Ve výběru mohl hrát roli i fakt, že poblíž se nacházelo poutní místo spojené se svatým Vojtěchem. Třebaže tradicí udávaný letopočet 1193 není potvrzen žádným spolehlivým pramenem, je jisté, že se tak muselo stát před rokem 1197, kdy byla sepsána tzv. Hroznatova závěť, pokládaná za zakládací listinu kláštera završující celý proces založení.
Roku 1197 vyrazil Hroznata opět do Palestiny, tentokrát v rámci křížové výpravy Jindřicha VI. Výpravu opět opustil ještě na evropském území, ovšem během této cesty dosáhl u papeže Celestýna III. v Římě významných privilegií pro tepelský klášter: papežskou ochranu, právo pontifikálií pro opaty (tj. právo nosit mitru a berlu) a odpustky pro poutníky do kláštera. Někdy kolem roku 1200 pak se svou sestrou Vojslavou založil v nedalekém Chotěšově kanonii premonstrátek, kterou podřídil tepelskému klášteru.
Roku 1202 Hroznata v Římě přijal řeholní roucho premonstrátského řádu, přičemž řeholní slib pravděpodobně složil v Teplé. Následně se rozhodl uspořádat majetkové poměry kláštera a roku 1203 získal od papeže potvrzení řádového majetku. První opat kláštera Jan (1197–1233) ho roku 1207 ustanovil správcem (proboštem). U krále Přemysla Otakara I. zase prosadil, že obyvatelé Teplé nepodléhali župním úřadům, ale přímo zemskému soudu v Praze, a že zde vybrané daně nenáležely královské komoře, nýbrž klášteru. Roku 1217 se opat Jan dostal do sporu s biskupem Ondřejem, který na klášteru požadoval dříve prominuté desátky. Papež Honorius III. ustanovil jako rozhodčího sporu Hroznatu, který spor rozhodl ve prospěch opata Jana. Přesto mezi Hroznatou a opatem panovalo napětí, snad kvůli správě majetku a výkonu zakladatelských práv. V důsledku těchto neshod Hroznata klášter na čas opustil, ale spory se nakonec podařilo urovnat a Hroznata byl povolán zpět.
V létě roku 1217 Hroznata při obhlídce klášterního majetku upadl do zajetí německých loupeživých rytířů, kteří za jeho propuštění po klášteru požadovali výkupné. Podle tradičního podání však Hroznata vyplacení výkupného nechtěl připustit, a proto se ho věznitelé snažili zlomit hladem, žízní a zimou, načež těmto útrapám na hradě Kynšperku (dnešní Starý Hrozňatov) 14. července toho roku podlehl. Bez ohledu na toto tradiční podání je jisté, že klášter výkupné složil pozdě, takže mu již bylo vydáno jen mrtvé tělo.

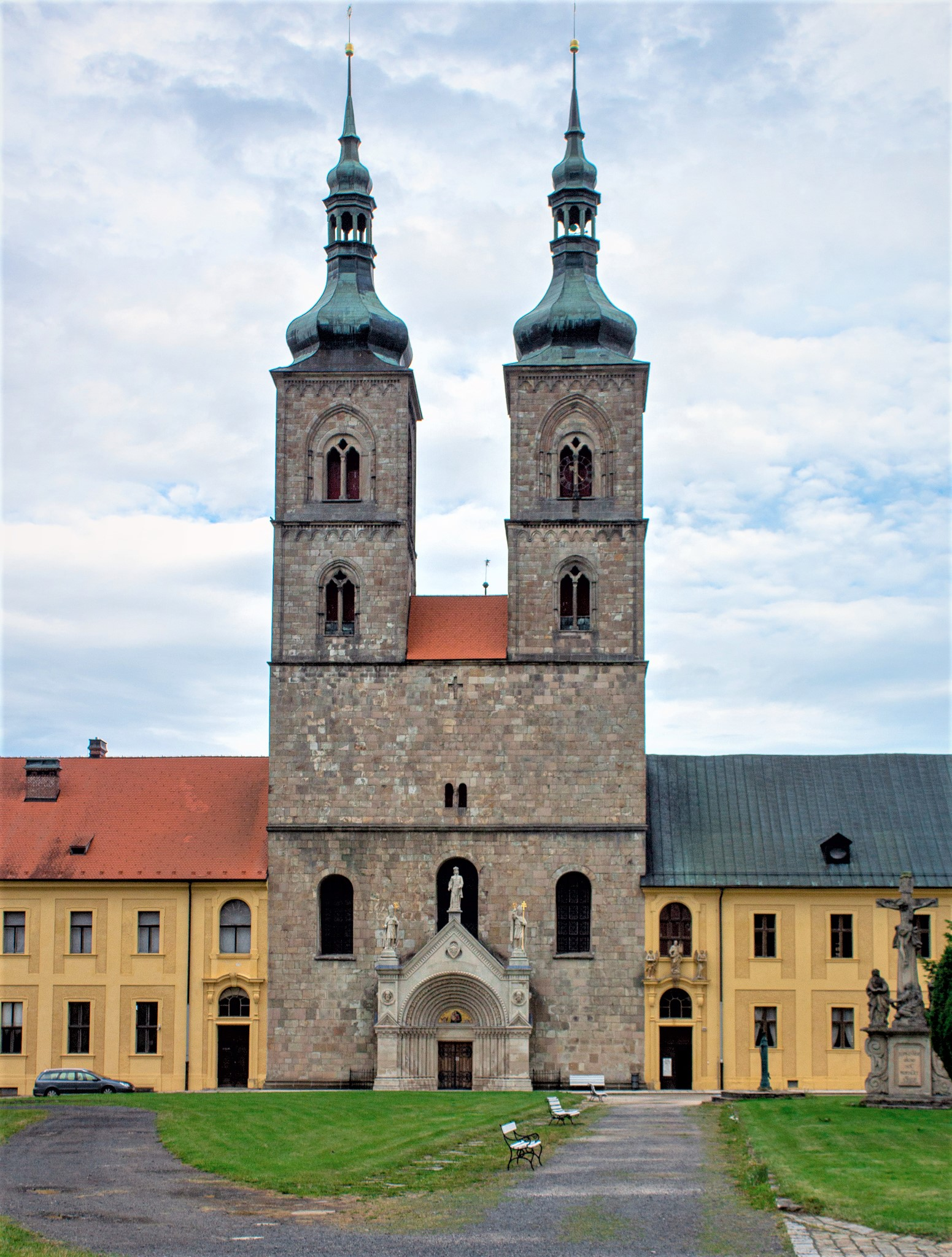
Výškovou dominantou celého kláštera je dvojvěží kostela Zvěstování Panny Marie

Zakladatel kláštera byl pohřben v tepelském klášterním kostele před hlavním oltářem. Roku 1793 byly do tohoto hrobu přeneseny i ostatky jeho sestry Vojslavy, původně pohřbené před oltářem v kostele kláštera v Chotěšově, který však byl roku 1782 zrušen. Hroznatovi byla již krátce po smrti v rámci kláštera prokazována úcta jako světci a ve 14. století se v obou klášterech v Teplé i v Chotěšově slavil 14. červenec jako zasvěcený svátek Hroznaty. V klášteře také vznikl kolem roku 1259 spis Vita fratris Hroznatae, pravděpodobně s cílem připravit mučedníkovu kanonizaci. Roku 1897 byl Hroznata papežem Lvem XIII. blahořečen. Jeho tělo bylo následně vyzdviženo z původního hrobu a uloženo na postranním oltáři, dnes relikviáři, klášterního kostela Zvěstování Páně.

### Od Hroznatovy smrti do konce 14. století

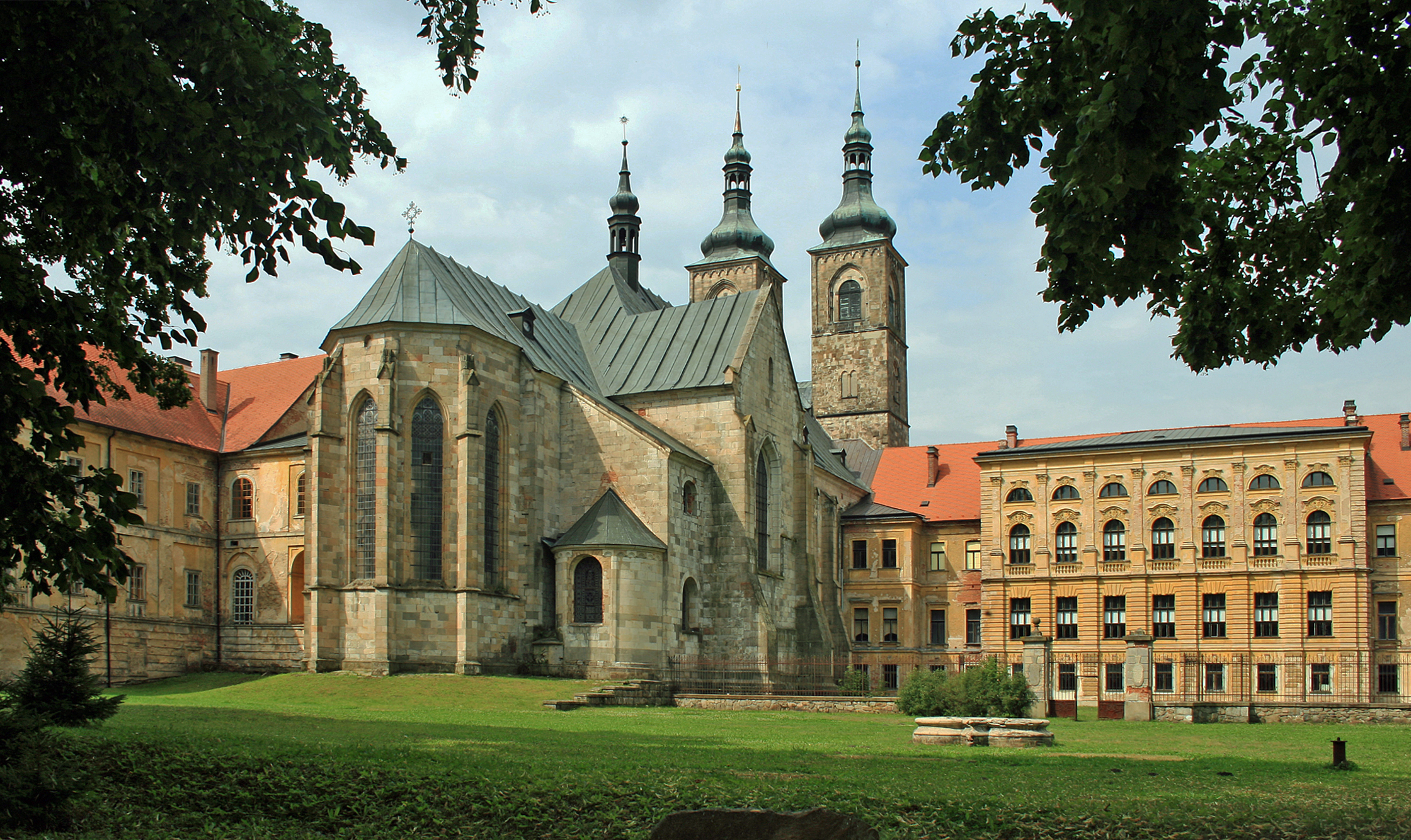
Závěr klášterního kostela

Po Hroznatově smrti se již veškerá správa kláštera a jeho majetku soustředila v rukou jeho opata. V následujících letech klášter mj. podporoval další kolonizaci kraje, a stal se tak jádrem osídlení oblasti. Výkonnou i soudní moc na klášterem formálně vykonával panovník, takže klášter se proměnil z fundace soukromé na zeměpanskou.
Ve 13. století se poměry v klášteře na nějakou dobu stabilizovaly. 20. června byl pražským biskupem Janem II. posvěcen klášterní kostel v Teplé, přičemž aktu se osobně účastnil i král Václav I. (který tomuto klášteru, stejně jako i dalším církevním institucím, věnoval zejména na počátku své vlády velkou pozornost) a mnozí říšští velmoži a vyslanci. Po polovině 13. století nechal opat Benedikt (1247–1259) přistavět jižně od vchodu do kláštera kapli Všech svatých.
Klidné období kláštera skončilo roku 1278 razantním nástupem Oty V. Braniborského na pozici správce země v době nezletilosti právoplatného panovníka Václava II. Otova vojska klášter poprvé v jeho historii vydrancovala a vypálila, přičemž tehdejší opat Hugo (1267–1295) musel uprchnout do Plzně. Následovala pro klášter poměrně nejistá doba, kdy musel hájit svůj majetek i privilegia. Slibnější vývoj jak po majetkové tak i duchovní stránce nastal v době Karla IV., který v klášteře sám rád pobýval. Roku 1381 však kraj zasáhla morová epidemie, které podlehl opat a spolu s ním mnoho členů řádu i poddaných kláštera. Epidemie některé vesnice téměř vylidnila, což klášter zasáhlo též po ekonomické stránce. Opat Bohuš z Otěšic (1384–1411) situaci vyřešil povoláním nových kolonistů z Německa a také se mu podařilo u krále prosadit přechod z dosavadního českého zvykového práva na efektivnější právo emfyteutické. Teplé (a též Jankovicím) byly uděleny městské výsady (kolem roku 1384), což podpořilo rozvoj řemesel. Těmito opatřeními se opět podařilo klášter ekonomicky zotavit.
V této době se také poprvé objevuje požadavek, aby duchovní kázali česky i německy.

### Od husitských bouří do počátku 16. století
Období husitských válek klášter přečkal, aniž byl přímo vojensky ohrožen či vypleněn, jako jiné katolické kláštery v té době. Když husité táhli kolem Teplé roku 1421, tak mířili přímo na Tachov a klášter ponechali nepovšimnut. V červenci téhož roku se zde zastavil trevírský arcibiskup Otto s bavorským vévodou Otou z Mosbachu. Arcibiskup Otto sem jako velitel křižácké výpravy z Norimberka povolal k setkání kurfiřta Fridricha, který se však nedostavil, a tak arcibiskup po několika dnech klášter zase opustil a vrátil se ke svému vojsku. Klášter, vedený opatem Rackem z Rýzmburka (1411–1444) se chystal na husitský vpád zejména roku 1424, kdy Jan Žižka postupoval se svým vojskem od Klatov k Plzni, ovšem husité ho opět minuli.
Přestože se klášter Teplá jako jediný ze západočeských klášterů (včetně Chotěšova) vyhnul přímému vojenskému nájezdu, husitské války jej velmi poškodily, zejména po ekonomické stránce. Jeho hospodaření velmi zatížily především zvýšené finanční požadavky císaře Zikmunda. Okolí kláštera, na němž bylo jeho hospodářství závislé, také velmi trpělo pleněním křižáckými vojáky, kteří sem zajížděli ze svého ležení u Tachova.
Klášter hrál určitou roli v období po husitských bouřích, kdy zde Jiří z Poděbrad vyjednával a uzavřel smlouvu s Hynkem Krušinou ze Švamberka, že nebude pomáhat Pražanům v boji proti jeho jednotě. Z hospodářských problémů se vzpamatovával postupně a se střídavými úspěchy, přičemž nakonec je zažehnal až za opata Zikmunda Hausmanna (1458–1506), který již mohl dokonce vykupovat zpět zastavené majetky. Hausmann, třebaže katolík, udržoval s Jiřím z Poděbrad dobré vztahy, o čemž mimo jiné svědčí i to, že přes klášter volilo cestu i Jiřího známé propagační poselstvo do západní Evropy. Tento postoj však opatovi nesvědčil v katolických církevních kruzích a papežský legát Rudolf, biskup lavantský, na něj uvalil klatbu a nechal propadnout klášterní statky. Roku 1467 klášter napadli katoličtí páni z jeho okolí. Církevní tresty byly nakonec odvolány v prosinci tohoto roku poté, co se Zikmund nekatolického krále zřekl. Přesto byl klášter následujícího roku vydrancován ještě jednou. Roku 1469 zase pro změnu začal klášterním majetkem disponovat Jiří z Poděbrad, který byl v papežské klatbě.
Církevní představitelé se nakonec rozhodli vztah Zikmunda ke králi využít a požádali ho, aby s ním zahájil jednání, čímž se situace poněkud uklidnila. Král posléze potvrdil klášteru jeho statky a vydal mu důlní privilegia za účelem rozšíření těžby v kraji. V té době klášter také zakládal rybníky a mlýny, a získal zpět okolními pány (Švamberky a pány z Plavna) uchvácené vesnice a městečka. Období nové prosperity umožnilo mj. i obnovu poničených klášterních budov a nákladné vyzdobení klášterního kostela – například zde byly umístěny stříbrné sochy světců. Roku 1490 byl kostel znovu vysvěcen.
Opat Zikmund v klášteře také utužoval klášterní kázeň podle řehole sv. Augustina, proti čemuž se někteří bratři silně bouřili, ovšem opat nakonec svou reformu klášterního života, mj. i díky podpoře krále Vladislava Jagellonského, prosadil. Tím získal i u jiných klášterů velmi dobré pověsti, a mnohé z nich sem vysílaly své kleriky, aby si osvojili pravidla řeholního života.
Roku 1503 byl světským soudem jeden laický bratr odsouzen ke ztrátě hrdla a dva řeholníci odsouzeni k zazdění poté, co oloupili a zavraždili klášterního hejtmana Martina Czirlicka.
Vedlejším produktem Zikmundových snah o zvelebení kláštera bylo početní posilování německého obyvatelstva v kraji a s tím spojené narůstání významu německého jazyka. Zikmund byl již v době svého působení kritizován za prosazování německých kněží v klášteře, což bylo způsobeno především jeho snahou najít oporu pro svou reformu u saských premonstrátů. Početní nárůst německého obyvatelstva v okolních obcích zase souvisel s příchodem saských horníků, které sem přivedlo rozšiřování důlní těžby.
Opat kláštera měl už od jeho založení v rukou mj. hlavní pravomoci nad městem Teplá, což se však jeho představeným postupem času přestávalo líbit. Opat Zikmund se roku 1503 rozhodl zmírnit napětí vstřícným krokem a uzavřel s městem dohodu. Podle ní soudní pravomoc vykonával opat nebo jeho hejtman, tepelský farář se stal členem konventu a k potřebám města byli ustanoveni tři kaplani ovládající jak český, tak i německý jazyk. Smír stvrdil i král Vladislav Jagellonský. Privilegium hradeb, které tepelští opakovaně požadovali, jim však nepřiznal.
Zikmund Hausmann zemřel v prosinci roku 1506. Byl nejdéle sloužícím opatem v historii kláštera.

### Před třicetiletou válkou
V první polovině 16. století nadále na území kláštera rostlo společenské i náboženské napětí způsobené zejména trvajícím přílivem horníků ze Saska, kteří zde šířili luteránskou víru. Klášter opět musel urovnávat oživlé spory s městem Teplá, ovšem roku 1525 se již město spolu s některými dalšími obcemi otevřeně vzbouřilo. Důvodem bylo stále živé téma privilegia tepelských hradeb, ale také snaha o vyvázání z poddanských povinností a o právo ustanovovat si vlastní duchovní správce. Měšťané zajali opata Petra II. (1509–1526), kterého však osvobodili poddaní z obce Vidžín. Na místě, kde bylo popraveno 6 původců vzpoury, dnes stojí socha Panny Marie Immaculaty.
Za opata Antonína (1526–1535) se klášteru příliš nedařilo. Ocitl se pod velkým tlakem německého protestantismu a navíc se nejvyšší kancléř království Hanuš Pluh z Rabštejna rozhodl zmocnit některých klášterních obcí, čemuž poměrně slabý opat nedokázal odolávat a tyto majetky ztratil. Následující opat Jan Kurz (1535–1559) se vlivům reformace vzepřel, ovšem přesto se stal terčem svých odpůrců pro údajné kacířství, pravděpodobně založených na tom, že ne všichni příznivci Lutherova učení klášter opustili. Důsledkem bylo, že šlechtic Jindřich z Plavna získal od krále klášter do svého držení a opat, který se tomu odmítl podřídit, byl na nějakou dobu uvězněn. Odebrané svobody klášteru vrátil až král Ferdinand I., který navíc roku 1547 nařídil vrátit i 18 zastavených vsí.
Roku 1549 vymřel prakticky celý konvent (s výjimkou 2 členů) na mor. To ovšem opatovi nezabránilo, aby roku 1550 otevřel klášterní školu se 24 žáky. Když Jan Kurz roku 1559 zemřel, zanechal za sebou klášter přes všechna protivenství v poměrně konsolidovaném stavu. Pohřben byl v kapli sv. Voršily klášterního kostela a jeho náhrobek je jediný, který se zde viditelně dochoval.
Pronikání protestantismu mezi řádové bratry pokračovalo i za opata Jana Myšína (1559–1585), který mu čelil jak disputacemi s řeholníky, kdy se snažil tzv. zbloudilé přesvědčit o jejich nepravdě, tak odstraňováním učitelů nerespektujících katolická dogmata ze sboru klášterní školy. Obyvatele města Teplá se snažil pohnout k opuštění protestantismu hospodářskými úlevami, přičemž nejzatvrzelejší luteráni byli nuceni se vystěhovat. Protože většina obyvatel se za těchto podmínek postavila návratu katolicismu vstřícně, rozšířil městu trhová práva. V úspěšné taktice pokračoval i jeho nástupce Matěj Gehel (1585–1596), který pozitivní ekonomickou motivací rekatolizoval obce Úterý, Mnichov a Pístov, kterým po Myšínově vzoru udělil trhová práva a okolním vesnicím uložil prodávat na jejich trzích.
Roku 1611 klášter opět (již potřetí ve své historii) do základů vyhořel.
Další velká krize klášter potkala v období třicetileté války. Na samém jejím počátku se zde ukryli kancléř Jan Slavata, prchající z Prahy po druhé pražské defenestraci, a arcibiskup Jan Lohelius. Od Slavaty se opat Ondřej Ebersbach (1599–1629) dozvěděl, že klášter je v přímém ohrožení. Opat se rozhodl zachovat věrnost císaři Rudolfu II. a klášter Teplá spolu s kláštery v Chotěšově a v Plasích vyslal císařskému vojsku na pomoc 158 vojáků.

### Třicetiletá válka
Roku 1619 se poddaní kláštera vzbouřili a zvolili si ze svého středu nového opata (jakéhosi neznámého sedláka), ovšem protestantští páni si brzy majetek kláštera rozdělili. Řeholníci odešli do jiných klášterů a Ondřej Ebersbach obdržel doživotní rentu. Nakonec byl klášter vydrancován a opat zajat a nějakou dobu zadržován v Plzni.
Během třicetileté války utrpěl klášter mnoho škod od obou stran konfliktu. Císař Ferdinand II. požadoval zvýšené daně, které klášter ekonomicky velmi zatěžovaly. Kromě toho se přes něj a jeho majetky několikrát přehnala vojska. Roku 1621 se kláštera a města Teplá zmocnil hrabě Mansfeld, jehož vojáci zde drancovali. Roku 1631 napadla klášterní statky saská jízda. Roku 1634 v okolí Teplé drancovali Švédové, což se opakovalo v letech 1639 a 1643. Roku 1647 byla Teplá pleněna nejprve císařskými jednotkami a hned na to opět Švédy, kteří odtud císařské razantně vytlačili. Kromě těchto násilných akcí klášter a jeho poddané ekonomicky vyčerpávaly i pouhé opakované přesuny vojsk přes jeho území, spojené se zásobovacími požadavky armád a s požadavky na zajištění ubytování vojska.
Po skončení války nastalo období relativního klidu, kdy se klášter mohl zotavit z válečných škod a znovu prosperovat. Po roce 1680 byla dokonce vyvíjena i značná stavební činnost, která se projevila především barokními přestavbami. Dnešní podobu klášteru vtiskl Kryštof Dientzenhofer v letech 1690 až 1724. Přestavěny byly též kostely z majetku kláštera v řadě okolních obcí.

### 18. a 19. století

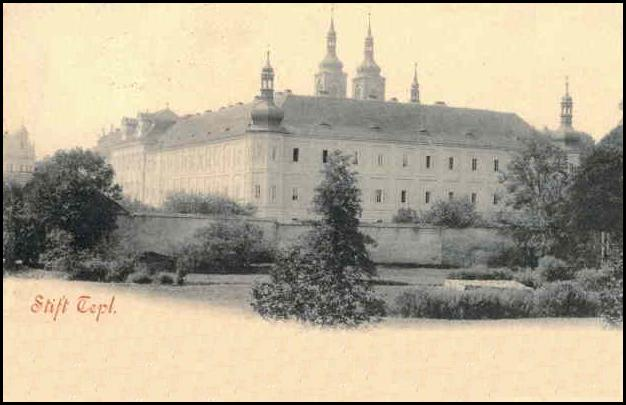
Klášter Teplá roku 1899

Během válek o dědictví rakouské klášter monarchii aktivně podporoval a věnoval jí asi 300 tisíc zlatých v penězích a naturáliích. Opat Jeroným Ambros (1741–1767) byl nucen třikrát uprchnout před nepřátelskými vojsky. Roku 1742 přes klášterní území ustupovaly z Prahy francouzské jednotky, které zde rozkradly vybrané almužny pro chudé. Následně zde přenocoval císař František I. Štěpán, který je pronásledoval.
Po válce opat Jeroným Ambrož pokračoval v barokních přestavbách a vnitřních úpravách kostelů i jiných budov v majetku kláštera. Jeho významným donátorským a kulturním počinem byly objednávky soch světců a kenotafu blahoslaveného Hroznaty pro tepelský chrám v pražské dílně Ignáce Františka Platzera nebo lavice pro kanovnický chór od řezbáře Tomáše Pistla z Teplé (roku 1750) či hlavní a chórové varhany od tachovského varhanáře Antonína Gartnera (v letech 1756 a 1760).
Velmi významnou klášterní osobností byl opat Karel Kašpar Reitenberger (1812–1827), který proslul především svým rozhodnutím založit město Mariánské Lázně, které následně dále systematicky rozvíjel. Tyto jeho aktivity však velmi citelně zatěžovaly klášterní hospodářství, což vyvolávalo velmi silný odpor mezi některými řeholníky a nakonec vedlo až k jeho odvolání. Jeho nástupci Adolf Kopmann (1828–1835) a Melchior Mahr (1843–1867) v budování města pokračovali. Melchior Mahr ještě před svým zvolením zastával funkci inspektora pramenů a mj. také nechal postavit tzv. Tepelský dům. Opat Marian Heinl (1843–1867) zase v Mariánských Lázních vystavěl kostel Nanebevzetí Panny Marie a děkanství.
Většina 19. století probíhala ve znamení relativního klidu a prosperity kláštera, přesto však utrpěl také některé významné ztráty. Jednou z nich bylo vymanění města Teplá z poddanské závislosti roku 1849. O pár let později se město stalo sídlem politického okresu Teplá.

### 20. století

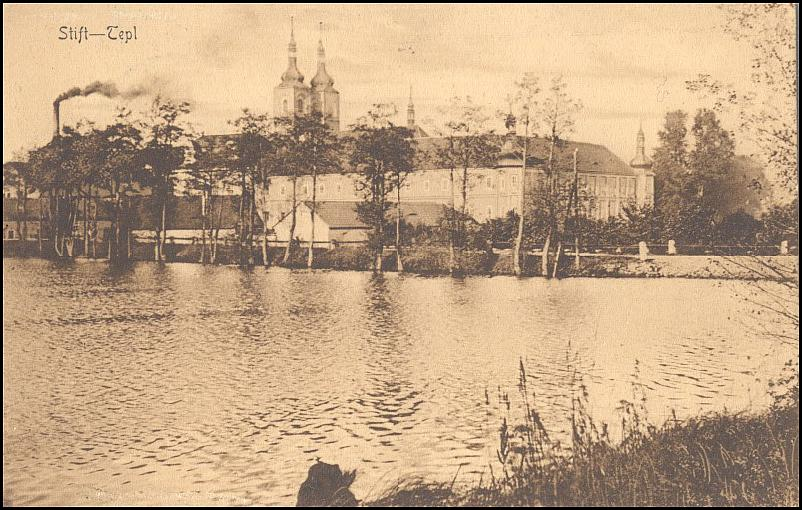
Klášter Teplá roku 1920

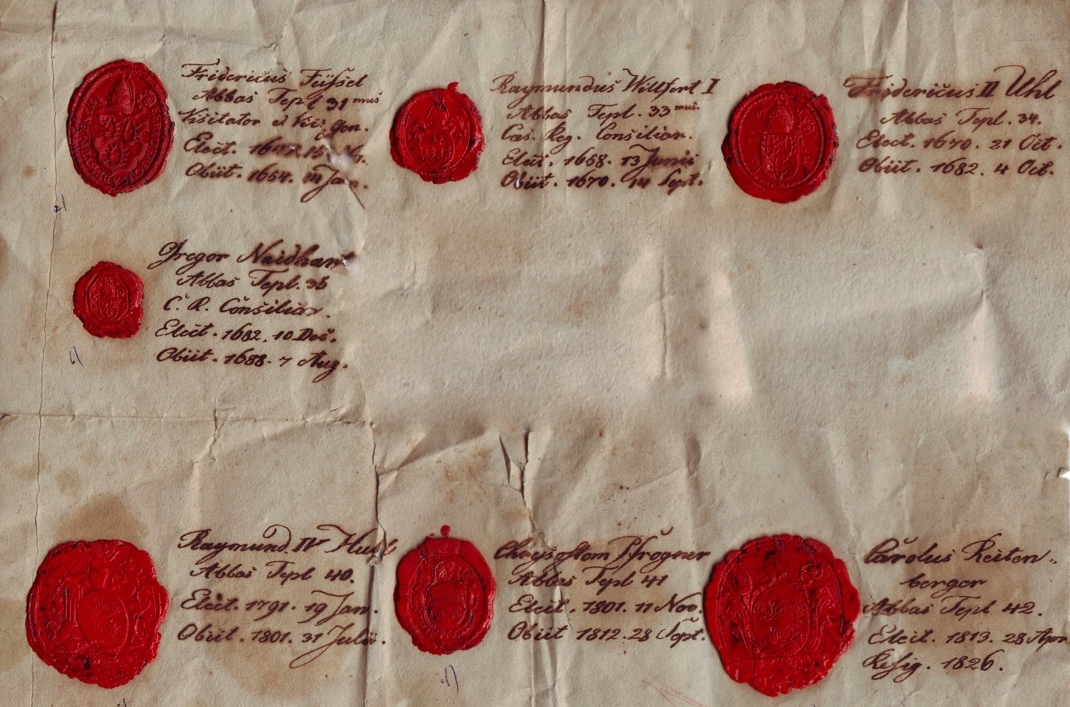
Pečetě některých opatů kláštera v Teplá v jejich historické posloupnosti: 31. Fredericus Füssel, 33. Raymundus Willfort I., 34. Fridericus II. Uhl, 35. Gregor Neidhrat, 40. Raymund IV. Hubl, 41. Chrysostom Pfrogner, 42. Carolus Reitenberger.

Mezi rozporuplné osobnosti z řad klášterních představitelů se řadí především opat Gilbert Johann Helmer (1900–1944). Helmer byl velmi schopný hospodář a zároveň požíval velké společenské autority. Byl také velmi vzdělaný germanista. Během první světové války se však u něho začaly projevovat také výrazné německé nacionalistické rysy, kdy aktivně podporoval válečnou angažovanost monarchie. Po rozpadu Rakousko-Uherska zase podporoval snahy o odtržení českého pohraničí a jeho anexi sousedním Německem. Jeho negativní vztah k prvorepublikovému politickému zřízení mohl být ovlivněn mimo jiné i pozemkovou reformou.
Přes tyto proněmecké postoje se za války klášteru nedařilo dobře a několikrát čelil snahám o zrušení. To se Helmerovi podařilo vždy odvrátit, mj. i tím, že nacistickým pohlavárům zdůrazňoval své předválečné proněmecké zásluhy. Přesto bylo několik řeholníků nuceno narukovat do armády. Roku 1942 nacisté zabavili majetek kláštera v Mariánských Lázních a klášter se ocitl pod dohledem gestapa. V jeho prostorách byla zřízena porodnice pro německé svobodné matky rasového programu Lebensborn a bydlely zde příslušnice říšské pracovní služby. Klášter se podílel na správě nedalekého zajateckého tábora a v závěru války v něm byl umístěn také lazaret.
Americká armáda Teplou obsadila bez boje 6. května 1945. Opat Helmer se konce války nedožil (zemřel roku 1944), a jeho nástupce Petr Möhler (1944–1946) musel čelit důsledkům Helmerova politického dědictví. V září 1945 byl spolu s dalšími představiteli kláštera zatčen a internován nejprve ve svém bytě a od února 1946 v Chebu. Lidovému soudu se nakonec vyhnul a v dubnu 1948 byl vyhoštěn do Německa. Ostatní řeholníci byli internováni v starobinci v Teplé a odsunuti již v dubnu 1946. Devíti členů tepelského konventu se nejprve ujal premonstrátský klášter ve Speinshartu, v následujících desetiletích exilový tepelský konvent vystřídal několik dalších působišť v Německu, až byl roku 1996 pro nedostatek členů rozpuštěn.
V tepelském klášteře zůstali pouze dva kněží českého původu. Přesto se podařilo klášter zachovat a počet jeho členů začal v prvních poválečných letech opět narůstat. Po nástupu komunistů k moci se však klášter Teplá stejně jako jiné kláštery v republice ocitl pod silným tlakem úřadů. Řeholní majetek byl zabaven a znárodněn a mnozí řeholníci byli internováni, vězněni či jinak persekvováni. Historie ilegálně působící tepelské kanonie v tomto období dosud nebyla podrobně zmapována.

Objekt kláštera připadl v letech 1950 až 1978 československé armádě, během jejíhož pobytu byl silně zdevastován. Následně ho převzal do péče Státní památkový ústav, kvůli nedostatku financí pustnutí neobývaných budov pokračovalo ještě rychleji. V letech 1979 až 1990 budovy kláštera sloužily pobočce Státního okresního archivu. Po roce 1989 byl objekt restituován a některé jeho části postupně opraveny. Obnoven byl i duchovní život v klášteře. V dubnu roku 2008 byl prohlášen za národní kulturní památku. V severním křídle konventních budov byl zřízen hotel. V roce 2018 byla zahájena generální oprava kostela.

## Části opatství

### Klášterní kostel
Klášterní kostel Zvěstování Panny Marie byl založen po roce 1197 jako trojlodní dvouvěžová bazilika. V románském slohu byla vystavěna západní část s westwerkem, na úrovni druhého patra navázala raně gotická stavba s lomenými oblouky oken a žebrovými klenbami. Interiér kostela byl přestavěn počátkem 18. století podle projektu Kryštofa Dienzenhofera. Vstupní portál se sochami řádových světců (zleva) sv. Augustina, bl. Hroznaty a sv. Norberta dal v 90. letech 19. století přistavět v novorománském slohu opat Ambros Alfred. Vnitřní vybavení je převážně barokní, dřevěné bíle štafírované sochy dodal Ignác František Platzer, fresky maloval Eliáš Dollhopf. Před hlavním oltářem je vyvýšená hrobka bl. Hroznaty. Kenotaf s Hroznatovou ležící sochou, sochami boha Chrónose, plačky a dvou andílků je umístěn v severní boční kapli.

### Klášterní knihovna
Bohatá duchovní a intelektuální činnost kanovníků se odráží ve 30 tisících svazků klášterní knihovny, která obsahuje iluminované rukopisy, prvotisky, staré tisky, knihy, mapy i sbírku grafických listů a je tak jednou z nejrozsáhlejších v Česku.
Přesný rok ani okolnosti vzniku klášterní knihovny nejsou známy. Z nejstarších původních knih z 12. století se dochovalo jen nemnoho a jen o legendě o Hroznatovi „Vita fratris Hroznatae“ z poloviny 13. století lze s určitostí říci, že vznikla v Teplé. Nejstarší zmínka je až z roku 1501, kdy opat Zikmund nechal zřídit novou knihovnu a nechal dovézt desítky knih.  
Knihy byly systematicky katalogizovány. Mimo liturgických knih vznikaly klášterních letopisy, počínaje roku 1621 dokončeného svazku převora Wenzela Schillinga.  
Stará knihovna opata Zikmunda fungovala zřejmě až do požáru 19. dubna 1659, který poničil klášterní budovy. Za opata Raymunda Wilferta I. (1658-1670) proběhla raně barokní přestavba kláštera, kterou v roce 1666 provedl stavitel Domenico Pinchetti.
Sbírka knih se stále narůstala většinou akviziční činností či z pozůstalostí. Když byl v rámci církevních reforem císaře Josefa II. na konci 18. století zrušen klášter v Chotěšově, v Plasích a Kladrubech, byly části tamních sbírek převezeny do Teplé. Proto musela být knihovna rozšířena do dalších prostor kláštera, dokonce i několik cel. Papež Klement XI. tepelskému klášteru v roce 1716 udělil privilegium, umožňující bratřím vynášet knihy z knihovny do svých cel či dokonce mimo klášter ke studijním účelům. 
Za působení opata Gilberta Johanna Helmera bylo v letech 1902 až 1906 vybudováno muzejní křídlo s galerií umění a knihovnou po vzoru Strahovské knihovny s čítárnou a depozitářem. Velké škody na inventáři knihovny napáchalo čtyřicet let komunistické vlády po roce 1948, kdy bylo množství knih zničeno či rozkradeno. Situace se začala zlepšovat až po roce 1989, kdy byl klášter vrácen řádu a některé tiskoviny se podařilo vrátit zpět. Z důvodu špatného technického stavu zanedbaného objektu se však kanovníci museli vzdát některých cenných sbírek rukopisů. 
V současné době je knihovna v rámci prohlídek přístupná veřejnosti.

### Expozice vodní mlýn

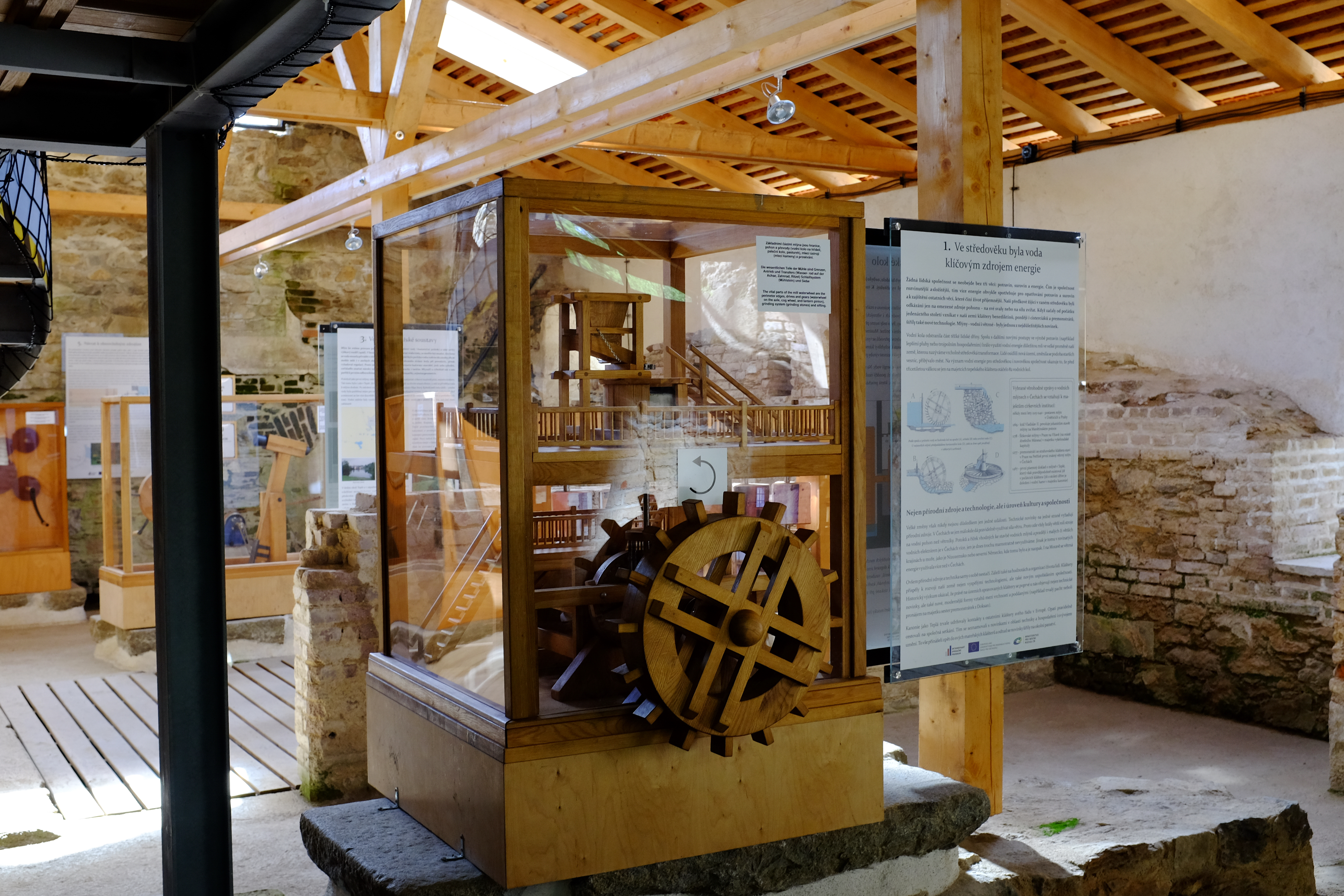
Vnitřní expozice – vodní mlýn

Součástí kláštera je stálá technická expozice vodního mlýna, umístěna v místech původního klášterního mlýna.

### Klášterní park
Přilehlý park se rozkládá v severovýchodní části klášterního areálu. Podél jižní zdi vede naučná Davidova stezka. Park protíná řeka Teplá, jež se v blízkosti kláštera vlévá do Starého rybníku, protéká parkem a pokračuje směrem k rybníku Sladovskému. Významnou část rozlohy parku zabírá Parkový rybník. Podél severní zdi parku byla v roce 2017 umístěna křížová cesta, kterou zhotovil sochař a výtvarník Václav Gatarik.

### Hřbitovy

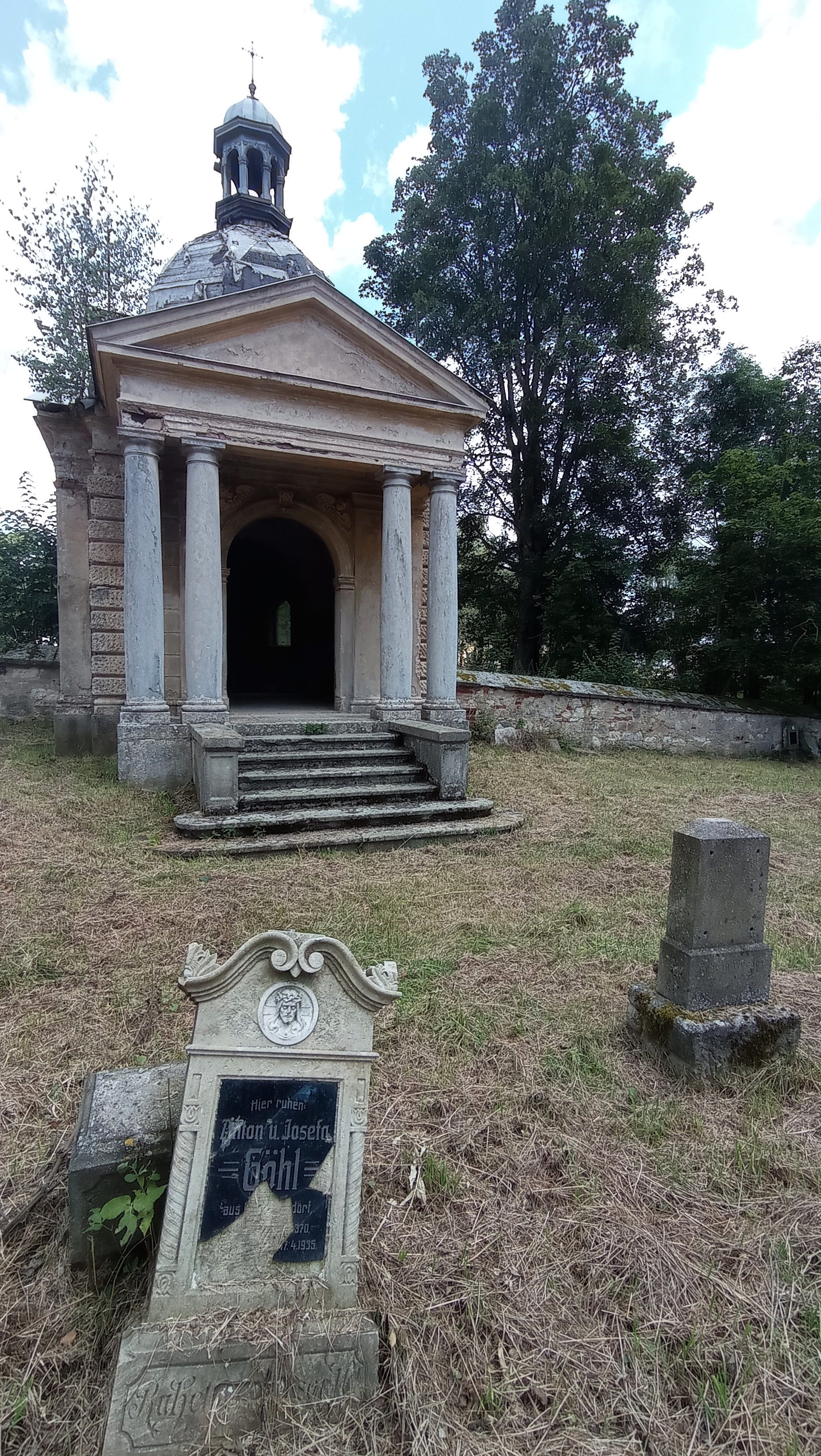
Kaple s opatskou hrobkou

#### Starý
Ke klášteru patří dva hřbitovy. Prvním je takzvaný Starý, který byl založený na začátku 19. století a nachází se asi půl kilometru severovýchodně od kláštera. Areál s kamennými náhrobky má tvar nepravidelného pětiúhelníku a obklopuje jej kamenná omítaná zeď. Na přelomu století byl hřbitov rekonstruován a severně od vstupu byla vystavěna neorenesanční kaple s opatskou hrobkou, kam byl jako první pochován její zakladatel Ambros Alfred Clementso.
Litinový kříž na kamenném podstavci rozděluje svažující se hřbitov na dvě části. Horní část využíval klášter poté, co tam byl po josefovských reformách přinucen přemístit ostatky do té doby uložené v areálu kláštera, a ve spodní části byly budovány hroby obecní. Mezi zde pochované významné osobnosti patří například rektor Karlovy univerzity Crisostom Pfrogner,  Alois David, ředitel Klementinské hvězdárny, matematik a astronom, nebo vídeňský profesor, teolog a biblista Adolf Kopmann.
Pohřbívalo se zde do roku 1952. Během doby, kdy stát ovládala KSČ, byl hřbitov devastován a trpěl také výstavbou objektů JZD v jeho blízkosti. Na konci 50. let 20. století se sice rozhodlo o likvidaci areálu, ale došlo pouze k odstranění náhrobků. U odbočky ze silnice roste památná lípa, u níž je umístěna socha Krista Trpitele, jež je také kulturní památkou.

#### Nový
Od roku 2008 je památkově chráněn i tzv. Nový opatský hřbitov, který se nachází v zatravněné ploše klášterního parku.